# Guyanancistrus longispinis
Guyanancistrus à longues épines
Espèce
Synonymes
- Lasiancistrus longispinis Heitmans, Nijssen & Isbrücker, 1983 (protonyme)
- Hemiancistrus longispinis (Heitmans, Nijssen & Isbrücker, 1983)
- Pseudancistrus longispinis (Heitmans, Nijssen & Isbrücker, 1983)

Le Guyanancistrus à longues épines (Guyanancistrus longispinis) est une espèce de poissons-chats de la famille des Loricariidae.

## Taxinomie
L'espèce est décrite en 1983 sous le protonyme Lasiancistrus longispinis. Elle est placée par certains auteurs dans les genres Hemiancistrus et Pseudancistrus, mais fait désormais partie du genre Guyanancistrus.